# 下女的誘惑
是一部2016年韓國情色心理驚悚片，由朴贊郁執導和監製。電影改編自莎拉·華特絲的2002年小說《荊棘之城》，並將原本的维多利亚时代變更至日本殖民統治時期。由金敏喜、金泰梨、河正宇和趙震雄主演。
電影2016年5月14日在第69屆坎城影展上首映並入選競爭金棕櫚獎。《時代雜誌》2022年6月公佈的「16部必看LBGTQ題材電影」中，本片榜上有名。赢得英国电影学院奖最佳外语片。

## 劇情
故事設定在1930年代日本殖民統治下的朝鮮半島。敘述獨自繼承龐大財產的秀子小姐受到了貪婪狡猾的騙子的覬覦，為了得到其財產而不擇手段，讓找來的女僕安排於小姐的身旁，而即將上演一場陰謀與情慾交織的懸疑局勢。

## 演員
- 金敏喜 飾演 和泉秀子
  - 趙恩亨 飾演 童年的和泉秀子
- 金泰梨 飾演 南淑熙
- 河正宇 飾演 藤原伯爵
- 趙震雄 飾演 上月教明，秀子的姨丈。
- 金海淑 飾演 佐佐木夫人
- 李龍女 飾演 福順
- 李東輝 飾演 古先生
- 柳敏彩 飾演 末丹
- 韓荷娜 飾演 順子
- 李圭晶 飾演 下女1
- 金施恩 饰演 下女2
- 河诗妍 饰演 下女3
- 丁夏潭 饰演 下女5
- 朴基龙 饰演 《用鞭子说话》读书会客人1
- 崔秉默 飾演 《用鞭子说话》读书会客人2
- 韩昌铉 饰演 《用鞭子说话》读书会客人3
- 金仁宇 飾演 《用鞭子说话》读书会客人4
- 权赫 饰演 《用鞭子说话》读书会客人5
- 金利宇 饰演 關釜聯絡船日本军官1
- 李智荷 饰演 旅馆女主人
- 朴新慧 饰演 精神病院护士
- 李允载 饰演 《金瓶梅》读书会客人1
- 崔宗律 饰演 《金瓶梅》读书会客人2
- 宋多恩 饰演 和平饭店西餐厅客人4
- 郑仁谦 饰演 浪客1
- 安成奉 饰演 港口售票处浪客
- 高木里奈 飾演 秀子的生母
- 文素利 飾演 姨母（特別演出）

## 獎項
| 年份 | 頒獎典禮                      | 獎項                                                      | 入圍者                      | 結果 |
| ---- | ----------------------------- | --------------------------------------------------------- | --------------------------- | ---- |
| 2016 | 第11屆女性電影記者聯盟        | 最佳非英語電影獎                                          | 《下女的誘惑》              | 獲獎 |
| 2016 | 第12屆奧斯汀影評人協會        | 最佳外語片                                                | 《下女的誘惑》              | 獲獎 |
| 2016 | 第12屆奧斯汀影評人協會        | 最佳劇情片                                                | 《下女的誘惑》              | 4.th |
| 2016 | 第12屆奧斯汀影評人協會        | 最佳導演                                                  | 朴贊郁                      | 提名 |
| 2016 | 第12屆奧斯汀影評人協會        | 最佳女配角                                                | 金珉禧                      | 提名 |
| 2016 | 第12屆奧斯汀影評人協會        | 最佳改編劇本                                              | 朴贊郁、丁瑞慶              | 提名 |
| 2016 | 第12屆奧斯汀影評人協會        | 最佳攝影                                                  | 丁正勳                      | 提名 |
| 2016 | 第37屆青龍電影獎              | 最佳電影                                                  | 《下女的誘惑》              | 提名 |
| 2016 | 第37屆青龍電影獎              | 最佳導演                                                  | 朴贊郁                      | 提名 |
| 2016 | 第37屆青龍電影獎              | 最佳女主角                                                | 金珉禧                      | 獲獎 |
| 2016 | 第37屆青龍電影獎              | 最佳新人女演員                                            | 金泰梨                      | 獲獎 |
| 2016 | 第37屆青龍電影獎              | 最佳藝術指導                                              | 柳成熙                      | 獲獎 |
| 2016 | 第37屆青龍電影獎              | 最佳電影音樂                                              | 喬永旭                      | 提名 |
| 2016 | 第37屆青龍電影獎              | 最佳技術獎(服裝設計)                                      | 趙尚京                      | 提名 |
| 2016 | 第37屆青龍電影獎              | 最佳攝影                                                  | 丁正勳                      | 提名 |
| 2016 | 第37屆波士頓影評人協會        | 最佳攝影                                                  | 丁正勳                      | 獲獎 |
| 2016 | 第37屆波士頓影評人協會        | 最佳外語片                                                | 《下女的誘惑》              | 獲獎 |
| 2016 | 第22屆評論家選擇電影獎        | 最佳外語片                                                | 《下女的誘惑》              | 提名 |
| 2016 | 第22屆達拉斯‧沃斯堡影評人協會 | 最佳外語片                                                | 《下女的誘惑》              | 獲獎 |
| 2016 | 第65屆墨爾本國際電影節        | 最受歡迎故事片                                            | 《下女的誘惑》              | 2.nd |
| 2016 | 第16屆紐約線上影評人協會      | 最佳外語片                                                | 《下女的誘惑》              | 獲獎 |
| 2016 | 第21屆聖地牙哥影評人協會      | 最佳外語片                                                | 《下女的誘惑》              | 提名 |
| 2016 | 第25屆釜日電影獎              | 最優秀故事片                                              | 《下女的誘惑》              | 提名 |
| 2016 | 第25屆釜日電影獎              | 最佳導演                                                  | 朴贊郁                      | 提名 |
| 2016 | 第25屆釜日電影獎              | 評審團獎                                                  | 朴贊郁                      | 獲獎 |
| 2016 | 第25屆釜日電影獎              | 最佳女主角                                                | 金珉禧                      | 提名 |
| 2016 | 第25屆釜日電影獎              | 最佳女新人                                                | 金泰梨                      | 獲獎 |
| 2016 | 第25屆釜日電影獎              | 最佳攝影                                                  | 丁正勳                      | 提名 |
| 2016 | 第25屆釜日電影獎              | 最佳藝術指導                                              | 柳成熙                      | 獲獎 |
| 2016 | 第25屆釜日電影獎              | 最佳電影音樂                                              | 喬永旭                      | 提名 |
| 2016 | 第17屆釜山電影評論家協會      | 最佳女新人                                                | 金泰梨                      | 獲獎 |
| 2016 | 第69屆坎城影展                | 金棕櫚獎                                                  | 朴贊郁                      | 提名 |
| 2016 | 第69屆坎城影展                | 酷兒金棕櫚獎                                              | 朴贊郁                      | 提名 |
| 2016 | 第69屆坎城影展                | 瓦肯技術藝術家獎 (Vulcain Prize for an artist technician) | 柳成熙                      | 獲獎 |
| 2016 | 第29屆芝加哥影評人協會        | 最佳電影                                                  | 《下女的誘惑》              | 提名 |
| 2016 | 第29屆芝加哥影評人協會        | 最佳外語片                                                | 《下女的誘惑》              | 獲獎 |
| 2016 | 第29屆芝加哥影評人協會        | 最佳藝術                                                  | 《下女的誘惑》              | 獲獎 |
| 2016 | 第29屆芝加哥影評人協會        | 最佳導演                                                  | 朴贊郁                      | 提名 |
| 2016 | 第29屆芝加哥影評人協會        | 最佳改編劇本                                              | 朴贊郁、丁瑞慶              | 獲獎 |
| 2016 | 第29屆芝加哥影評人協會        | 最佳攝影                                                  | 丁正勳                      | 提名 |
| 2016 | 第16屆Director's Cut Awards   | 年度女子演技獎                                            | 金珉禧                      | 獲獎 |
| 2016 | 第16屆Director's Cut Awards   | 年度女子新人演技獎                                        | 金泰梨                      | 獲獎 |
| 2016 | 第21屆佛羅里達影評人協會      | 最佳外語片                                                | 《下女的誘惑》              | 2.nd |
| 2016 | 第21屆佛羅里達影評人協會      | 最佳攝影                                                  | 丁正勳                      | 2.nd |
| 2016 | 第36屆韓國電影評論家協會獎    | 年度十大電影                                              | 《下女的誘惑》              | 獲獎 |
| 2016 | 第36屆韓國電影評論家協會獎    | 最佳攝影                                                  | 丁正勳                      | 獲獎 |
| 2016 | 《IndieWire電影評論》         | 最佳電影                                                  | 《下女的誘惑》              | 7.th |
| 2016 | 《IndieWire電影評論》         | 最佳原創配樂或配樂                                        | 《下女的誘惑》              | 8.th |
| 2016 | 《IndieWire電影評論》         | 最佳攝影                                                  | 《下女的誘惑》              | 4.th |
| 2016 | 《IndieWire電影評論》         | 最佳剪輯                                                  | 《下女的誘惑》              | 8.th |
| 2016 | 《IndieWire電影評論》         | 最佳導演                                                  | 朴贊郁                      | 5.th |
| 2016 | 第42屆洛杉磯影評人協會        | 最佳外語片                                                | 《下女的誘惑》              | 獲獎 |
| 2016 | 第42屆洛杉磯影評人協會        | 最佳藝術設計                                              | 柳成熙                      | 獲獎 |
| 2016 | 第15屆舊金山影評人協會        | 最佳外語片                                                | 《下女的誘惑》              | 獲獎 |
| 2016 | 第15屆舊金山影評人協會        | 最佳藝術設計                                              | 柳成熙                      | 獲獎 |
| 2016 | 第15屆舊金山影評人協會        | 最佳改編劇本                                              | 朴贊郁、丁瑞慶              | 提名 |
| 2016 | 第13屆聖路易斯影評人協會      | 最佳外語片                                                | 《下女的誘惑》              | 2.nd |
| 2016 | 第13屆聖路易斯影評人協會      | 最佳藝術設計                                              | 柳成熙                      | 獲獎 |
| 2016 | 第20屆多倫多影評人協會        | 最佳外語片                                                | 《下女的誘惑》              | 2.nd |
| 2016 | 第17屆溫哥華影評人協會        | 最佳外語片                                                | 《下女的誘惑》              | 提名 |
| 2016 | 第15屆華盛頓特區影評人協會    | 最佳外語片                                                | 《下女的誘惑》              | 提名 |
| 2017 | 第3屆Apolo Awards             | 最佳電影                                                  | 《下女的誘惑》              | 提名 |
| 2017 | 第3屆Apolo Awards             | 最佳導演                                                  | 朴贊郁                      | 提名 |
| 2017 | 第3屆Apolo Awards             | 最佳新人女演員                                            | 金泰梨                      | 獲獎 |
| 2017 | 第3屆Apolo Awards             | 最佳電影音樂                                              | 喬永旭                      | 提名 |
| 2017 | 第3屆Apolo Awards             | 最佳藝術設計                                              | 柳成熙                      | 獲獎 |
| 2017 | 第3屆Apolo Awards             | 最佳剪輯                                                  | 金載範、金相範              | 提名 |
| 2017 | 第3屆Apolo Awards             | 最佳攝影                                                  | 丁正勳                      | 提名 |
| 2017 | 第3屆Apolo Awards             | 最佳電影歌曲                                              | 〈The sound of you coming〉 | 獲獎 |
| 2017 | 第11屆亞洲電影大獎            | 最佳女配角                                                | 文素利                      | 獲獎 |
| 2017 | 第11屆亞洲電影大獎            | 最佳新演員                                                | 金泰梨                      | 獲獎 |
| 2017 | 第11屆亞洲電影大獎            | 最佳改編劇本                                              | 朴贊郁、丁瑞慶              | 提名 |
| 2017 | 第11屆亞洲電影大獎            | 最佳剪輯                                                  | 金載範、金相範              | 提名 |
| 2017 | 第11屆亞洲電影大獎            | 最佳藝術設計                                              | 柳成熙                      | 獲獎 |
| 2017 | 第11屆亞洲電影大獎            | 最佳服裝設計                                              | 趙尚京                      | 獲獎 |
| 2017 | 第53屆百想藝術大獎            | 電影部門 大賞                                             | 朴贊郁                      | 獲獎 |
| 2017 | 第53屆百想藝術大獎            | 電影部門 最優秀導演賞                                     | 朴贊郁                      | 提名 |
| 2017 | 第53屆百想藝術大獎            | 電影部門 作品賞                                           | 《下女的誘惑》              | 提名 |
| 2017 | 第53屆百想藝術大獎            | 電影部門 女子最優秀演技賞                                 | 金珉禧                      | 提名 |
| 2017 | 第53屆百想藝術大獎            | 電影部門 男子配角賞                                       | 趙震雄                      | 提名 |
| 2017 | 第53屆百想藝術大獎            | 電影部門 女子新人演技賞                                   | 金泰梨                      | 提名 |
| 2017 | 第53屆百想藝術大獎            | 電影部門 最佳劇本賞                                       | 朴贊郁、丁瑞慶              | 提名 |
| 2017 | 第22屆春史電影獎              | 最佳導演                                                  | 朴贊郁                      | 提名 |
| 2017 | 第22屆春史電影獎              | 最佳女主角                                                | 金珉禧                      | 提名 |
| 2017 | 第22屆春史電影獎              | 最佳女新人                                                | 金泰梨                      | 提名 |
| 2017 | 第22屆春史電影獎              | 最佳技術獎                                                | 柳成熙、鄭正勳              | 提名 |
| 2017 | 第9屆多里安獎                 | 年度最佳導演                                              | 朴贊郁                      | 提名 |
| 2017 | 第9屆多里安獎                 | 年度外語片                                                | 《下女的誘惑》              | 獲獎 |
| 2017 | 第9屆多里安獎                 | 年度LGBTQ電影                                             | 《下女的誘惑》              | 提名 |
| 2017 | 第9屆多里安獎                 | 年度視覺震撼電影                                          | 《下女的誘惑》              | 提名 |
| 2017 | 第10屆休斯頓影評人協會        | 最佳電影                                                  | 《下女的誘惑》              | 提名 |
| 2017 | 第10屆休斯頓影評人協會        | 最佳外語片                                                | 《下女的誘惑》              | 獲獎 |
| 2017 | 第88屆國際審查委員會          | 五大外語電影                                              | 《下女的誘惑》              | 獲獎 |
| 2017 | 第51屆國家影評人協會          | 最佳外語片                                                | 《下女的誘惑》              | 2.nd |
| 2017 | 第20屆在線影評人協會          | 最佳電影                                                  | 《下女的誘惑》              | 提名 |
| 2017 | 第20屆在線影評人協會          | 最佳外語片                                                | 《下女的誘惑》              | 獲獎 |
| 2017 | 第21屆衛星獎                  | 最佳外語片                                                | 《下女的誘惑》              | 提名 |
| 2017 | 第43屆土星獎                  | 最佳國際電影                                              | 《下女的誘惑》              | 獲獎 |
| 2017 | 第2屆西雅圖影評人協會         | 年度最佳影片                                              | 《下女的誘惑》              | 提名 |
| 2017 | 第2屆西雅圖影評人協會         | 年度外語片                                                | 《下女的誘惑》              | 提名 |
| 2017 | 第2屆西雅圖影評人協會         | 最佳技術獎                                                | 柳成熙                      | 獲獎 |
| 2017 | 第2屆西雅圖影評人協會         | 最佳服裝設計                                              | 趙尚京                      | 獲獎 |
| 2018 | 第71屆英國電影學院獎          | 英國電影學院獎最佳外語片                                  | 《下女的誘惑》              | 獲獎 |
| 2018 | 第23屆帝國獎                  | 最佳驚悚片                                                | 《下女的誘惑》              | 提名 |
| 2018 | 第38屆倫敦影評人協會獎        | 年度外語片                                                | 《下女的誘惑》              | 提名 |

## 外部連結
- NAVER上《下女的誘惑》的资料
- 韩国电影数据库（KMDb）上《下女的誘惑》的資料
- 互联网电影数据库（IMDb）上《下女的誘惑》的资料（英文）
- 豆瓣电影上《下女的誘惑》的資料 （简体中文）
- Box Office Mojo上《下女的誘惑》的資料（英文）
- 爛番茄上《下女的誘惑》的資料（英文）
- 開眼電影網上《下女的誘惑》的資料（繁體中文）
- Yahoo奇摩電影上《下女的誘惑》的資料（繁體中文）